# Plaza de la Cruz Verde (Valladolid)
La plaza de la Cruz Verde es una vía urbana de la ciudad de Valladolid, España.

## Descripción
Entre las calles, hoy de José María Lacort y Mantería, en la misma plazuela de la Cruz Verde, hubo una cruz de piedra en el siglo XVIII, y quizá antes, que por su proximidad dio nombre a la «calle de la Cruz», como se la titulaba en 1738; a la plazuela se la decía de los Herradores, por desembocar en ella la calle de este título. Las relaciones de la parroquia de San Andrés con la cofradía de la Vera Cruz eran muy íntimas, tanto que el 8 de Septiembre de 1758, en que se colocó el Santísimo en su retablo nuevamente dorado en la iglesia de San Andrés, hubo una procesión muy lucida por las calles del barrio, y asistió con la Sacramental y demás cofradías de la parroquia la de la Santa Vera Cruz con un claro de cien hombres, además de haber hecho a su costa, en la cruz de piedra de la plazuela de los Herradores, un magnífico altar, en el que puso la Cruz que la cofradía sacaba en las procesiones del 3 de Mayo. A esta cofradía se la hizo el honor, en la mentada procesión, de darla el lugar inmediato anterior a la Sacramental, marchando delante de ella, las demás cofradías de la parroquia por orden de su antigüedad.

Tanto al llevar la Cruz a la plazuela de los Herradores, como al volverla a su iglesia del testero de la Platería, se la condujo en forma procesional con cetros, hachas y las conocidas cruces verdes de la cofradía, y por ser verde el color distintivo de ella se dio en llamar luego «calle de la Cruz Verde» a la que solo se había titulado «de la Cruz» y a la plazuela de los Herradores, «plazuela de la Cruz Verde», con que, por suerte, siguen rotulándoselas. Para hacer más patente el recuerdo, en la casa que había en la esquina de la calle de la Mantería, en donde se ha construido hace pocos años el Cine Lafuente, había un pequeño nicho, en el mismo ángulo, con una también pequeña cruz pintada de verde. La memoria existió hasta edificar el expresado Cine.
Yo aplico a la plazuela de la Cruz Verde un recuerdo histórico muy interesante para la cultura de la ciudad. En ella se situó el primer «corral de comedias» que hubo en Valladolid. Es sabido cómo se representaban los autos en la villa y la importancia que siempre tuvieron en ella. Para las fiestas del Corpus se buscaban los mejores actores y autores, a cuyo cargo estaban las que hacían, por cuenta del Ayuntamiento, en las plazas Mayor y de Santa María y en otros lugares, según las circunstancias. Para no tener que andar buscando representantes, y de los buenos, el Concejo llegó a señalar al famoso Lope de Rueda, salario anual de cuatro mil maravedís, como cobraba un regidor, por auto de 8 de Julio de 1552. Se decía en este que «por yspiriencia se a visto que lope de rueda es hombre avil para maestro de representar y componer avtos y dancas para las fiestas que se an echo y hazen el dia del corpus xpte en esta villa», por lo que se le señalaba el salario referido, «con que viva en esta villa y resida», y todo porque «se a dado y da los dichos avtos a personas que no los saben hazer tan bien como el dicho rueda».
El indiscutible actor y autor residió en Valladolid de 1551 a 1559, salvo algunas salidas que hacía a otros lugares para representar; pero aquí vivía, y no iba a estar mano sobre mano esperando que las fiestas del Corpus llegaran para actuar ante el público. Aprovecharía lugares para más frecuentemente dar muestras de su ingenio, y hasta llegó a conseguir lugar propio al efecto, para lo cual el Regimiento le cedió dos suelos, por censo de cien reales cada año, «que tenga cada uno los pies de ancho y largo como queda hasta casa echa del rexero que bibe a la puerta de santisteban en la calle que va a san juan».
El paraje está perfectamente situado entre la hoy calle de Alonso Pesquera y la de Don Sancho, en cuya esquina estaba construida la «casa del rejero», y la puerta de San Esteban, al desembocar aquella calle en la plazuela de la Cruz Verde. Allí se hizo el primer «corral de las comedias», el primer teatro de Valladolid, pues en 1575 se decía que «estando desenvaraçado la casa y corral de la puerta de Santisteban siempre los tales autores an tenydo alli su bibienda e rrepresentado en él, e si alguna vez algún autor a rrepresentado en otro sitio e lugar a sido por estar el dicho corral de la puerta de santistevan ocupado de alguno de los autores que vino primero», los cuales le preferían ya «que muchas veces entre ellos an reñido por el dicho sitio e lugar de la puerta de san esteban queriendo cada uno para sí procurando de quitarle al otro a subidos precios», preferencia por que al «corral de las comedias» iban más frecuentemente los estudiantes, «que como estaua y está aquel sitio tan zerca de las escuelas, van alli de muy mejor gana, en ynbierno por los lodos y en verano por el sol, lo qual no harían si el dicho sitio estubiese lexos de las escuelas», no acudiendo el público, cuando algún autor de comedias trabajaba en sitio distinto a este.

Puede, pues, señalarse a la plazuela de la Cruz Verde como el paraje de aquel primitivo teatro vallisoletano.